# 伊科尼亞
20°47′34″S 40°48′39″W / 20.79278°S 40.81083°W

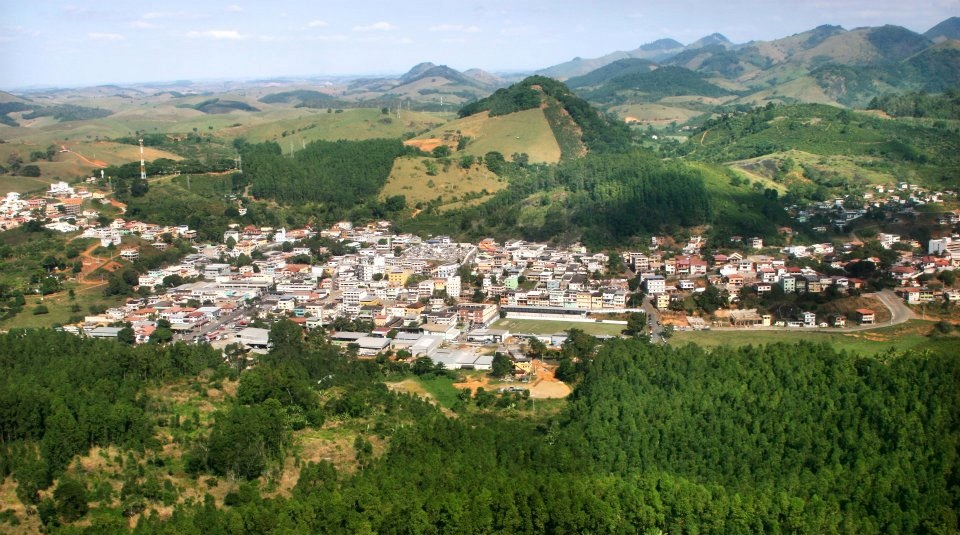
伊科尼亞

伊科尼亞（葡萄牙語：Iconha），是巴西的城鎮，位於該國東南部，由聖埃斯皮里圖州負責管轄，始建於1890年11月11日，面積204平方公里，海拔高度15米，2010年人口12,523，人口密度每平方公里61.53人。